# 波因特普萊森特 (密蘇里州)
波因特普萊森特（英語：Point Pleasant）是位於美國密蘇里州新馬德里縣的非建制地區。

## 歷史
波因特普萊森特的郵局於1820年設立，1827年關閉後又於1845年重啟，最終於1979年停運。

## 地理
波因特普萊森特所處的海拔為高於海平面88米（即289英呎），而該地所採用的時區為UTC-6，即北美中部時區（CST）。同時該地設有夏令時間，為UTC-6調快一小時，即UTC-5（CDT）。